# Honeymoon for Three (1941)
Honeymoon for Three is een Amerikaanse filmkomedie uit 1941 onder regie van Lloyd Bacon.

## Verhaal
De auteur Kenneth Bixby heeft een oogje op zijn secretaresse Anne Rogers. Toch heeft hij een afspraakje met zijn jeugdliefde Julie. Zij is inmiddels getrouwd met de vrekkige Harvey Wilson. Kenneth beseft dat hij zichzelf in nesten heeft gewerkt, wanneer Harvey hem dagvaardt in een echtscheidingszaak.

## Rolverdeling
| Acteur           | Personage                 |
| ---------------- | ------------------------- |
| Ann Sheridan     | Anne Rogers               |
| George Brent     | Kenneth Bixby             |
| Charles Ruggles  | Harvey Wilson             |
| Osa Massen       | Julie Wilson              |
| Jane Wyman       | Elizabeth Clochessy       |
| William T. Orr   | Arthur Westlake           |
| Lee Patrick      | Mevrouw Pettijohn         |
| Walter Catlett   | Ober                      |
| Herbert Anderson | Floyd Y. Ingram           |
| Johnny Downs     | Chester T. Farrington III |